# Yüzbeyi, Suluova
Yüzbeyi là một xã thuộc huyện Suluova, tỉnh Amasya, Thổ Nhĩ Kỳ. Dân số thời điểm năm 2010 là 258 người.